# Каліксарени
Каліксаре́ни (рос. каликсарен, англ. calixarene) — макроциклічні хімічні сполуки з подібною до келиха (лат. calix) конформацією, утворені з пара-гідрокарбілфенолів та формальдегіду. Термін застосовується також до різних похідних, що отримуються шляхом заміщення вуглеводню цикло{оліго[(1,3-фенілен)метилену]}.
Гетерокаліксарени (англ. heterocalixarene) — каліксарени, в яких аренові кільця замінено на гетероцикли
(напр., пірольні, піридинові і .п.).
Гетерокалікспіроли (англ. heterocalixpyrrole) — клаліксарени, в яких пірольні кільця зв'язані метиленовими містками, напр., калікс[4]пірол.